# Waltheria bicolor
Waltheria bicolor är en malvaväxtart som beskrevs av J.G. Saunders. Waltheria bicolor ingår i släktet Waltheria och familjen malvaväxter. Inga underarter finns listade i Catalogue of Life.